# 西班牙女子足球甲级联赛
西班牙女子甲組足球聯賽（西班牙語：Primera División de la Liga de Fútbol Femenino，簡稱Liga F，因贊助原因稱為finetwork Liga F），是西班牙女子足球最高級別聯賽，相當於男子的西班牙足球甲级联赛。女子西甲作為歐洲足協係數排名前六位的女子國家聯賽之一，被譽為是歐洲最重要的女子聯賽之一。從2021-22年賽季開始，女子西甲前三名的球隊將獲得欧足联女子冠军联赛參賽資格。

## 歷史
首屆西班牙女子甲組足球聯賽成立於1988年，當時名為 Liga Nacional，由福爾圖納奧林匹克隊（Olímpico Fortuna）、卡斯特羅橋隊（Puente Castro）、阿爾科文達斯公園隊（Parque Alcobendas）、聖瑪麗亞競技隊（Santa María Atlético）、西部山谷隊（Vallès Occidental）、愛斯賓奴（RCD Español）、巴塞隆拿、沙巴度爾（CE Sabadell） 和 巴塞羅那球迷俱樂部隊（Peña Barcelonista Barcilona）共八支隊伍參與。1996-97年賽季開始更名為División de Honor，聯賽分為4個小組，小組冠軍進行淘汰賽決出冠軍。
2001-02年賽季，聯賽更名為Superliga，賽制也從小組賽改為雙循環，每隊交鋒兩次，一次客場一次，一次主場，這時聯賽有14支球隊，2008-09年增加到16支。2009-10年賽季，參賽隊伍從16支球隊增加到24支球隊，聯賽分為 3 組，每組按球隊的地理位置分入 7 至 8 支球隊。
從2011-12年賽季開始，聯賽更名為Primera División，並取消了小組賽制，18支隊伍進行雙循環決出冠軍；2012-13年賽季球隊規模減少至 16 支；2016-17年賽季，西班牙足協獲得Iberdrola贊助，並將聯賽更名為 Liga Iberdrola。2019年更改為 Primera Iberdrola。
2019年10月22日，由於無法與西班牙足協就工資調整上取得共識 ，球員們隨即罷工多場聯賽因罷工而取消。11月18日，球員們達成協議取消罷工。
2020年，聯賽因COVID-19大流行而停擺。
2020年6月10日，西甲女子聯賽獲得職業化的聯賽地位。
從2021-2022賽季開始，聯賽正式完全職業化，參賽隊伍從18支減少到16支。

## 參賽球隊
2022–23年西班牙女子足球甲级联赛參賽隊伍共有 16 支。
| 球隊               | 城市                      | 球場                             | 入座人數 |
| ------------------ | ------------------------- | -------------------------------- | -------- |
| 畢爾包             | 畢爾包                    | Lezama 2                         | 3,200    |
| 馬德里體育會       | 馬德里                    | Centro Deportivo Wanda           | 2,700    |
| 巴塞隆拿           | 巴塞罗那                  | 约翰·克鲁伊夫球场                | 6,000    |
| 伊巴               | 伊巴                      | Unbe Sports Complex              | 1,000    |
| 格蘭納達           | 格蘭納達                  | Ciudad Deportiva del Granada CF  | 600      |
| 利雲特             | 巴倫西亞                  | Ciudad Deportiva de Buñol        | 3,000    |
| 利雲特拉斯普拉納斯 | 圣胡安德斯皮              | Municipal de Les Planes          | 2,000    |
| 馬德里CFF          | 圣塞瓦斯蒂安-德洛斯雷耶斯 | Estadio Fernando Torres          | 6,000    |
| 皇家貝迪斯         | 塞维利亚                  | Ciudad Deportiva Luis del Sol    | 1,300    |
| 皇家馬德里         | 馬德里                    | 阿尔弗雷多·迪斯蒂法诺球场        | 6,000    |
| 皇家蘇斯達         | 圣塞瓦斯蒂安              | Campo José Luis Orbegozo         | 2,500    |
| 西維爾             | 塞维利亚                  | Estadio Jesús Navas              | 8,000    |
| 韋爾瓦體育會       | 韋爾瓦                    | Campo del C.D. Lamiya            | 1,500    |
| UDG特內里費        | 格拉纳迪利亚-德阿沃纳     | Estadio Francisco Suárez         | 2,700    |
| 華倫西亞           | 巴倫西亞                  | Estadio Antonio Puchades         | 3,000    |
| 維拉利爾           | 維拉利爾                  | Ciudad Deportiva Pamesa Cerámica | 3,500    |

## 外部連結
- 官方網站 （页面存档备份，存于） （西班牙語）
- 甲組聯賽 - RFEF （页面存档备份，存于） （西班牙語）